# Fa'afafine

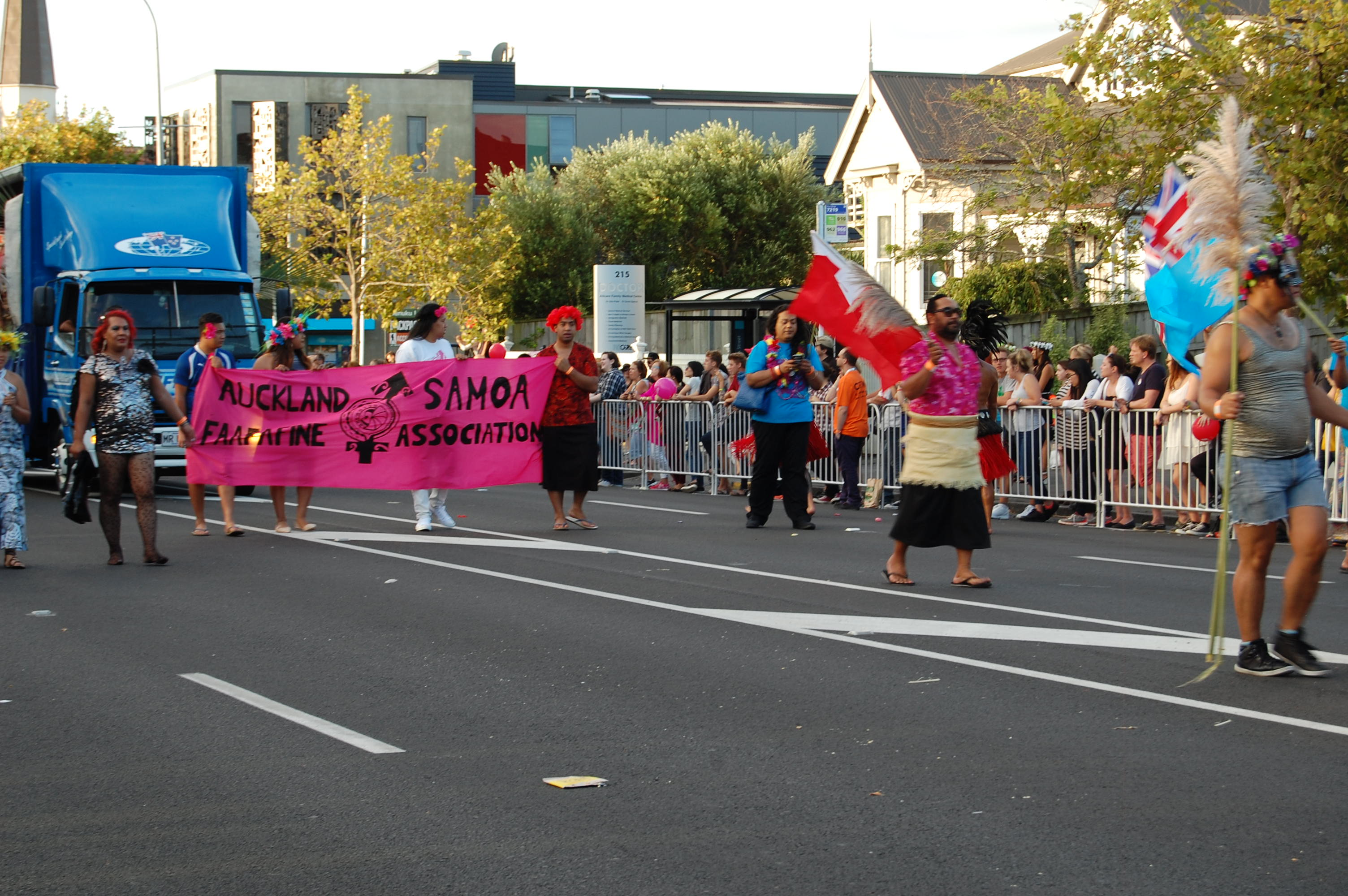
Fa'afafine alla parata del Pride di Auckland nel 2016

Fa'afafine (pron.: fɑːˈfɑːfine; pl.: fa'afāfine; in samoano «come una donna») è un termine samoano per le persone di sesso maschile che adottano caratteri e modelli di comportamento comunemente associati al genere femminile, nelle Samoa, Samoa americane e nella diaspora samoana.
Termini e concetti equivalenti sono il tahitiano raerae e l'hawaiano māhū, il tongano fakaleitī, il māori akava'ine o whakawahine, il tuvaluano pinapinaaine, che corrisponde anche al nome usato nelle Kiribati, binabinaaine («quello che si comporta come una donna», aine). Il corrispettivo femminile di fa'afafine è fa'atama (fa'a «alla maniera di», tama «ragazzo»), una persona biologicamente donna che si comporta come un uomo.
Le modalità con cui le fa'afafine si percepiscono e si esprimono (sentirsi donna/comportarsi da donna) differiscono da un individuo all'altro, possono essere assunte in maniera stabile o transitoria e comprendono un'ampia gamma di caratteristiche, presenti anche solo singolarmente, che riguardano l'aspetto fisico, il linguaggio del corpo, la preferenza per determinate attività sociali o lavorative, l'orientamento sessuale.
Le fa'afafine sono indicate in letteratura da una varietà di etichette: transgender, travestiti, omosessuali, terzo sesso, ma l'uso di queste categorie viene da loro per lo più contestato; in gran parte preferiscono essere riconosciute come un'identità distinta, profondamente radicata nella cultura samoana.

## Etimologia

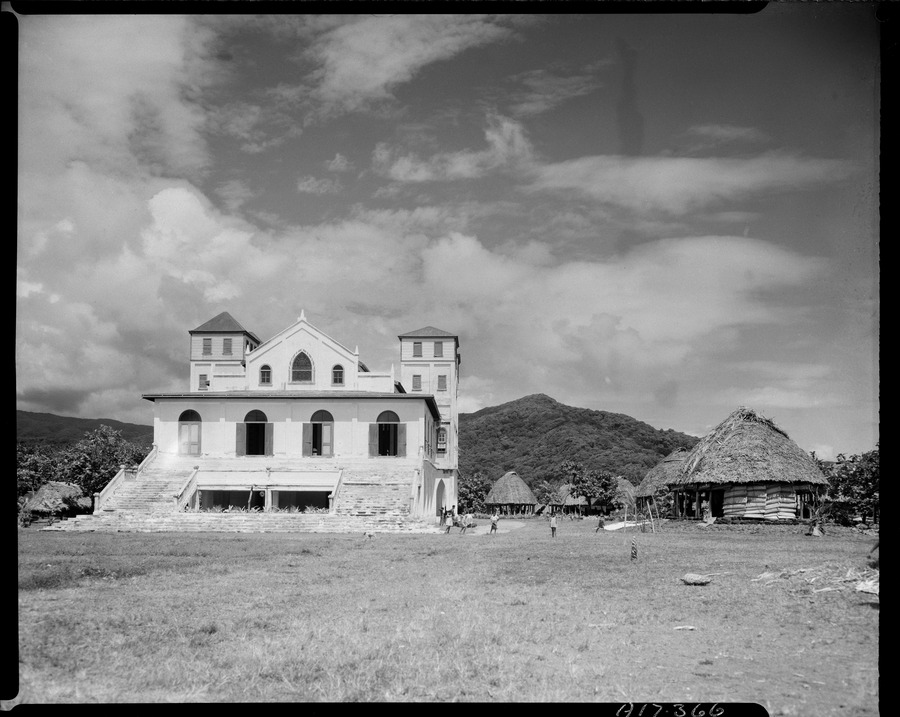
London Missionary Society, Samoa (1949)

Il dizionario samoano-inglese redatto dal reverendo George Pratt della Società Missionaria di Londra, vissuto a Samoa per quarant'anni, dal 1839 al 1879, viene indicato dagli studi come il primo testo in cui compare il termine fa'afafine. Nella prima edizione del 1862, trentadue anni dopo il primo contatto dei samoani con i missionari cristiani, l'aggettivo fa'afafine è tradotto con «beloging to women (as work)», in cui il carattere femminile viene associato alla predilezione per attività lavorative ritenute specifiche di questo genere. Nella seconda edizione di A Grammar and Dictionary of the Samoan Language, with English and Samoan Vocabulary (1876), arricchita rispetto alla precedente di circa 4.000 nuove parole, il termine fa'afafine presenta una seconda definizione, in cui, come sostantivo, assume il significato di «hermaphrodite». Alcuni studi, considerate le tassonomie dell'epoca, l'inesistenza del termine "omosessuale", di creazione più tarda, e l'uso che in altri testi dell'epoca veniva fatto di questo termine, suggeriscono di riferirlo non a un individuo dotato di genitali anomali, ma a una persona che assume le caratteristiche del sesso opposto.
Circa tre anni dopo il termine compare anche nel Dictionnaire samoa-français-anglais et français-samoa-anglais (1879) redatto dal missionario francese Louis Violette, nella cui Introduzione viene fatto cenno all'uso della poligamia fra i capi e alla condotta licenziosa della popolazione, soprattutto durante le danze notturne. Fa'afafine riceve una doppia definizione: «faāfafine, a. stérile, en parlant d'une truie (barren)» e «faāfafine, qui concerne les femmes (belonging to woman)».
Dal punto di vista grammaticale, la parola fa'afafine include il prefisso polisemico fa'a, la cui principale funzione è quella causativa, che indica il far succedere qualcosa. Accompagnato al termine fafine, che significa "donna", assume il significato di «alla maniera di una donna, essere simili a una donna».

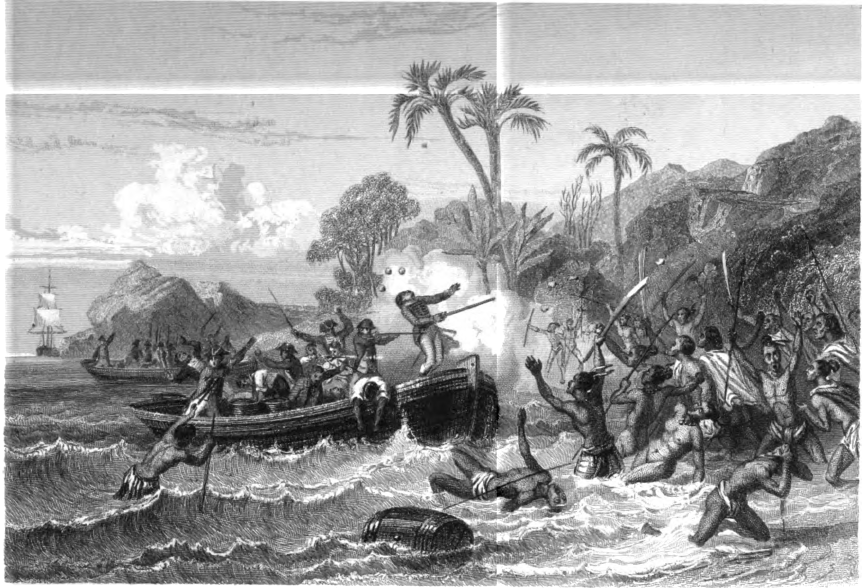
Morte di Fleuriot de Langlel, comandante dellAstrolabe, rimasto ucciso con undici dei suoi uomini durante uno sbarco a Samoa l'11 dicembre 1787

L'antropologo Niko Besnier, autore di diversi studi su genere e sessualità nelle isole del Pacifico, ha rilevato la multifunzionalità di questa espressione, evidenziando come il termine fa'afafine e i suoi equivalenti in altre lingue polinesiane, ad esempio māhū (hawaiano e tahitiano), fakaleitī (tongano), pinapinaaine (tuvaluano), binabinaaine (come una donna nelle Kiribati), possano funzionare «come sostantivi per riferirsi a una persona, come verbi per riferirsi a un comportamento o azione e spesso anche come avverbi per specificare il modo in cui viene eseguita un'azione».
Anche il sostantivo fafine, comunemente tradotto con "donna", ha un particolare significato nella lingua samoana che utilizza termini diversi per definire una persona di sesso femminile: teine è una ragazza nubile, che non ha partorito figli e che è presumibilmente vergine, tama'ita'i, una moglie, una donna adulta, una «signora». L'antropologo statunitense Bradd Shore sostiene che sebbene la distinzione fra teine e fafine si fondi su elementi diversi - «verginità, status sociale, status riproduttivo, residenza» - sia il primo il criterio fondamentale per collocare una donna in una categoria o nell'altra.
Secondo Serge Tcherkezoff, antropologo francese con esperienza di ricerca sul campo maturata a Samoa negli anni ottanta e novanta del Novecento, il termine fafine sarebbe fortemente connotato in termini sessuali, riferendosi a «una potenziale o effettiva partner sessuale femminile», una donna attiva sessualmente e non vergine. Per la studiosa samoana Aiono Fanaafi Le Tagaloa il termine fa'afafine sarebbe un «prodotto della modernità», un neologismo introdotto dagli europei, anche se questa «cronologia linguistica» non è supportata da prove.
Diversi studi sottolineano l'uso del termine fa'afafine per lo più in contesti esterni. Testimonianze raccolte all'interno della comunità rilevano come sia piuttosto raro che una fa'afafine si autodefinisca in questo modo: in genere, quando si riferiscono ad una loro simile, le fa'afafine preferiscono usare il termine «ragazza», ossia teine, il più colloquiale suga, il gergale mala, oppure tama'ita'i, «signora».

## Identitàfa'afafine

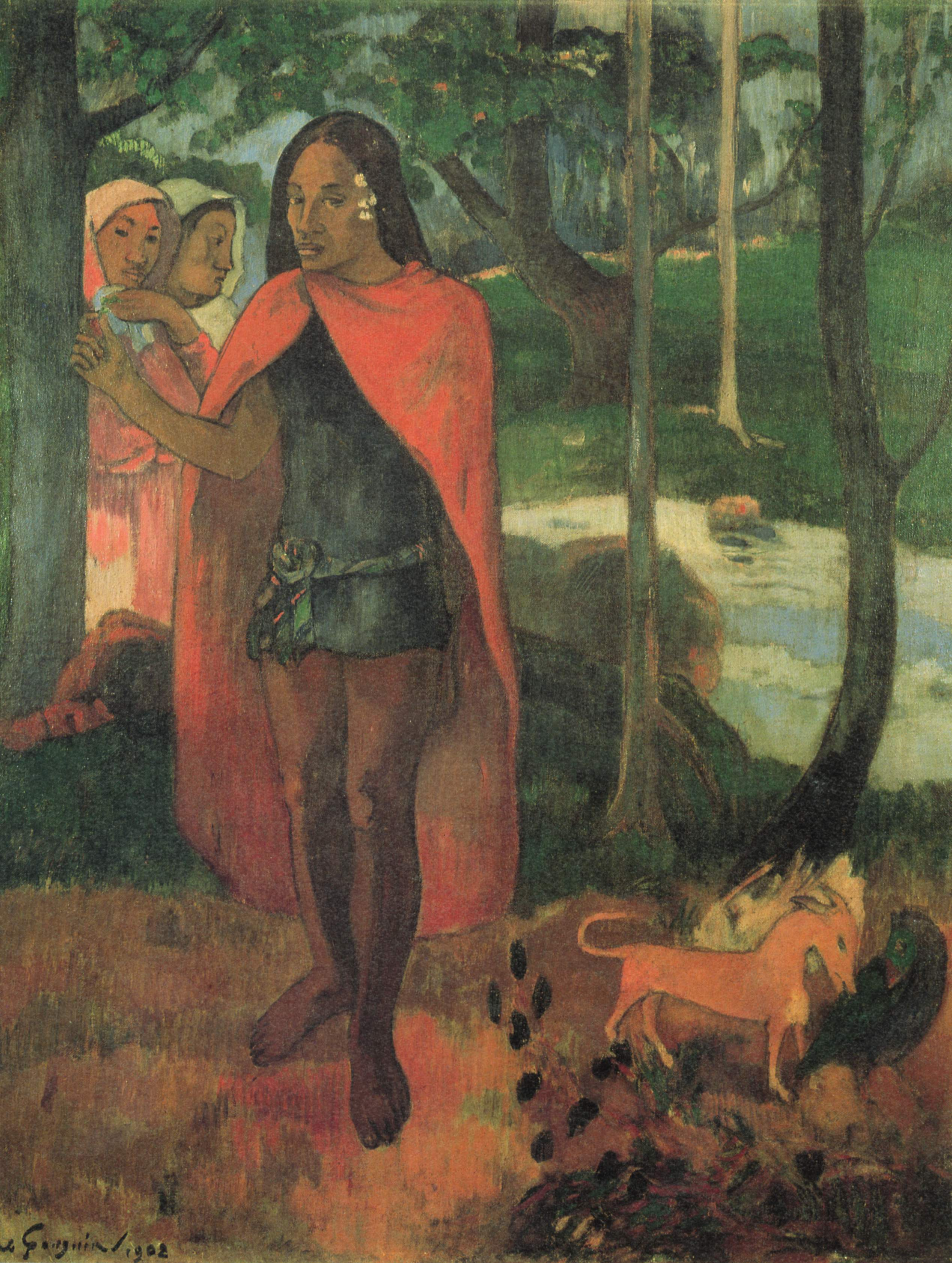
Tra i soggetti dipinti da Paul Gauguin a Tahiti vi sono molte figure androgine, come ad esempio ne Lo stregone di Hiva Oa, 1902, ritenuta la rappresentazione di un māhū, l'equivalente tahitiano della samoana fa'afafine

Le fa'afafine non rappresentano una categoria omogenea, non esiste una formula in cui tutte si riconoscono. Molte dichiarano di non identificarsi nel genere maschile o femminile, ma in un genere separato, una fusione di femminilità e mascolinità, culturalmente unico.
Altre si identificano come donne e curano in modo particolare la loro presenza e l'aspetto fisico, come l'abbigliamento, il trucco, l'acconciatura. Secondo alcune testimonianze raccolte da Benedicte Kaltenborn, esisterebbe una categorizzazione delle fa'afafine basata anche sugli stili di abbigliamento: quelle che si vestono da ragazzo sarebbero definite fa'afafine-tama, quelle che si vestono da donna, fa'afafine-teine.
Vi sono tuttavia fa'afafine che si vestono da uomo, si sentono uomini, e usano un linguaggio del corpo femminile, indipendentemente dall'abbigliamento: non tutte «vestono come una donna»; alcune preferiscono semplicemente «comportarsi come una donna».
L'identità fa'afafine può essere stabile o transitoria, avere termine con un matrimonio eterosessuale o con la cessazione dell'utilizzo degli indicatori di genere femminili scelti per comunicare agli altri il proprio essere/sentirsi fa'afafine. Secondo Kaltenborn, che nelle sue interviste trova conferma del possibile carattere temporaneo e «reversibile» dello status di fa'afafine, il genere a Samoa sarebbe percepito più come un «fare» che un «avere». Per queste ragioni l'antropologo Niko Besnier ritiene la liminalità fa'afafine un processo di prestito, piuttosto che un ruolo o un'identità.
Negli studi sulle persone di genere liminale nelle isole polinesiane, la divisione del lavoro fra i sessi ha costituito uno dei principali caratteri presi in considerazione dagli antropologi. Nel suo studio sui māhū tahitiani, equivalenti delle fa'afafine samoane, Robert Levy ha sostenuto che l'elemento che determina la loro definizione sociale non è riposto nell'assunzione di comportamenti effeminati, ma nello svolgimento di un ruolo femminile nella divisione del lavoro all'interno del villaggio: il māhū sarebbe un maschio che svolge il lavoro da donna, cessando il quale diventa un ex māhū. La natura del contributo alle attività lavorative, connotato a seconda del genere, risulta essere, anche secondo Niko Besnier, il principale elemento tenuto in considerazione nella maggior parte dei contesti rurali polinesiani: gli uomini eseguono lavori «pesanti», come pesca, coltivazione della terra, raccolta di noci di cocco; le donne si dedicano alle faccende domestiche, alla raccolta della legna, alla tessitura delle stuoie.
Se si analizza l'identità fa'afafine a partire da questo punto di vista, gli esiti possono essere contrastanti: vi sono fa'afafine che non dichiarano alcuna preferenza nello svolgimento di attività tradizionali («Possiamo fare lavori maschili, dare da mangiare ai maiali, diserbare, fare composizioni floreali, riordinare la casa, curare i terreni. Tutto»), mentre altre sottolineano di voler svolgere solo lavori femminili («Non posso tagliare l'erba, non posso tagliare il legno [...] nemmeno raschiare la noce di cocco; mi farei male alle dita!»).
Molte delle fa'afafine assumono dei nomi propri femminili, per lo più inglesi, e, se durante le interviste in lingua inglese condotte sul campo dai ricercatori viene loro chiesto quale genere grammaticale preferiscano venga usato nei loro confronti - la lingua samoana è priva di generi grammaticali - per lo più optano per quello femminile, ma quello maschile non viene censurato, e c'è chi parlando in inglese alterna i due generi.
Le categorie occidentali di identità sessuale e di genere non sono necessariamente rilevanti o addirittura riconosciute in altre culture. Nella definizione proposta da studiosi e ricercatori e nell'autodefinizione di molte fa'afafine, le caratteristiche distintive della loro identità vengono tradizionalmente riposte nell'appartenenza alla cultura samoana e nel valore del contributo reso alla comunità, piuttosto che nel desiderio individuale e nelle pratiche sessuali.
Il loro orientamento sessuale è visto come una conseguenza dell'essere fa'afafine, non un criterio determinante, prerequisito o attributo primario per l'inclusione in questa categoria. Nella stragrande maggioranza dei casi le fa'afafine sono attratte sessualmente da uomini eterosessuali, molto raramente da donne, quasi mai da altre fa'afafine. Sia le fa'afafine sia gli eterosessuali con cui intrattengono attività sessuali su base temporanea o esclusiva, rifiutano di essere definiti gay o omosessuali - termini considerati di provenienza occidentale ed estranei ai paradigmi indigeni della sessualità - ritenendo che tali rapporti si svolgano fra una donna e un uomo (rapporti eterosessuali) e non fra un uomo e un uomo.
La lingua samoana non contiene parole equivalenti per omosessuale o gay. La pratica omosessuale - in contesti polinesiani la sperimentazione sessuale, il gioco sessuale fra adolescenti dello stesso sesso sono ampiamente conosciuti e previsti nella cultura non ufficiale - non rende necessariamente un uomo samoano un omosessuale o una fa'afafine; uomini che hanno rapporti sessuali con fa'afafine non mettono in discussione la propria mascolinità o eterosessualità.

### Categorizzazioni
Il termine fa'afafine è stato associato da studiosi e ricercatori a categorie diverse. Penelope Schoeffel nel suo primo studio del 1979 definisce le fa'afafine «transessuali», pochi anni dopo Bradd Shore parla di «terza classe derivata di genere». Niko Besnier ha proposto l'espressione «liminality gender» per definire i polinesiani non eteronormativi. Mageo nei suoi lavori usa i concetti «terzo genere», «travestiti», «liminali» e «omosessuali», Poasa scrive di «transessuali». Il team di psicologi evoluzionisti canadesi di cui fanno parte Vasey e VanderLann, molto attivi nella produzione di studi sulle fa'afafine, usa l'espressione «maschi androfili» o «transgender»; altri studi mettono in evidenza l'identità indigena delle fa'afafine. L'attivista neozelandese LGBTQI Phylesha Brown-Acton ha coniato l'acronimo MVPFAFF (mahu, vakasalewalewa, palopa, fa'afafine, akava'ine, fakaleiti o leiti e fakafifine) per rappresentare le identità delle popolazioni indigene delle isole del Pacifico.
Un'espressione molto utilizzata, specie nei media, ma fatta propria anche dalla Samoa Fa'afafine Association, è quella di «terzo genere» per indicare un genere fluido, in movimento tra identità maschile e femminile, seguita dalla considerazione della specificità della sua declinazione nella cultura samoana.

### Identità culturale
(Vaitoa Toelupe, Samoa Fa'afafine Association. Dal Discorso introduttivo alla 2nd Asia Pacific Outgames Human Rights Conference, 2011)
Oltre alle dichiarazioni delle stesse fa'afafine e agli studi di diversi ricercatori e artisti samoani e no, altre fonti, specialmente fra i media e le guide di viaggi e nei documentari geografici, sottolineano la specificità culturale delle fa'afafine, e l'alto grado di accettazione e di tolleranza storicamente dimostrato dalla società nei loro confronti. Come esempio, viene spesso ricordato come molte famiglie samoane prive di un numero sufficiente di figlie scelgano di allevare un figlio maschio come donna/fa'afafine per garantirsi un sostegno per il lavoro di cura.
Se tutti concordano nella necessità di comprendere e collocare l'identità fa'afafine all'interno del contesto culturale samoano, alcuni studiosi hanno sottolineato come l'insistenza esclusiva su questo ineludibile intreccio possa presentare il rischio di rafforzare il processo di esotizzazione, lo stereotipo occidentale e coloniale delle isole polinesiane come paradiso della libertà sessuale, avviato nei secoli XVIII e XIX dai racconti di viaggio dei navigatori francesi e britannici, proseguito con l'esotismo erotico nella raffigurazione pittorica delle donne polinesiane, ripreso dai primi studi antropologici degli anni venti del Novecento sulla società samoana.

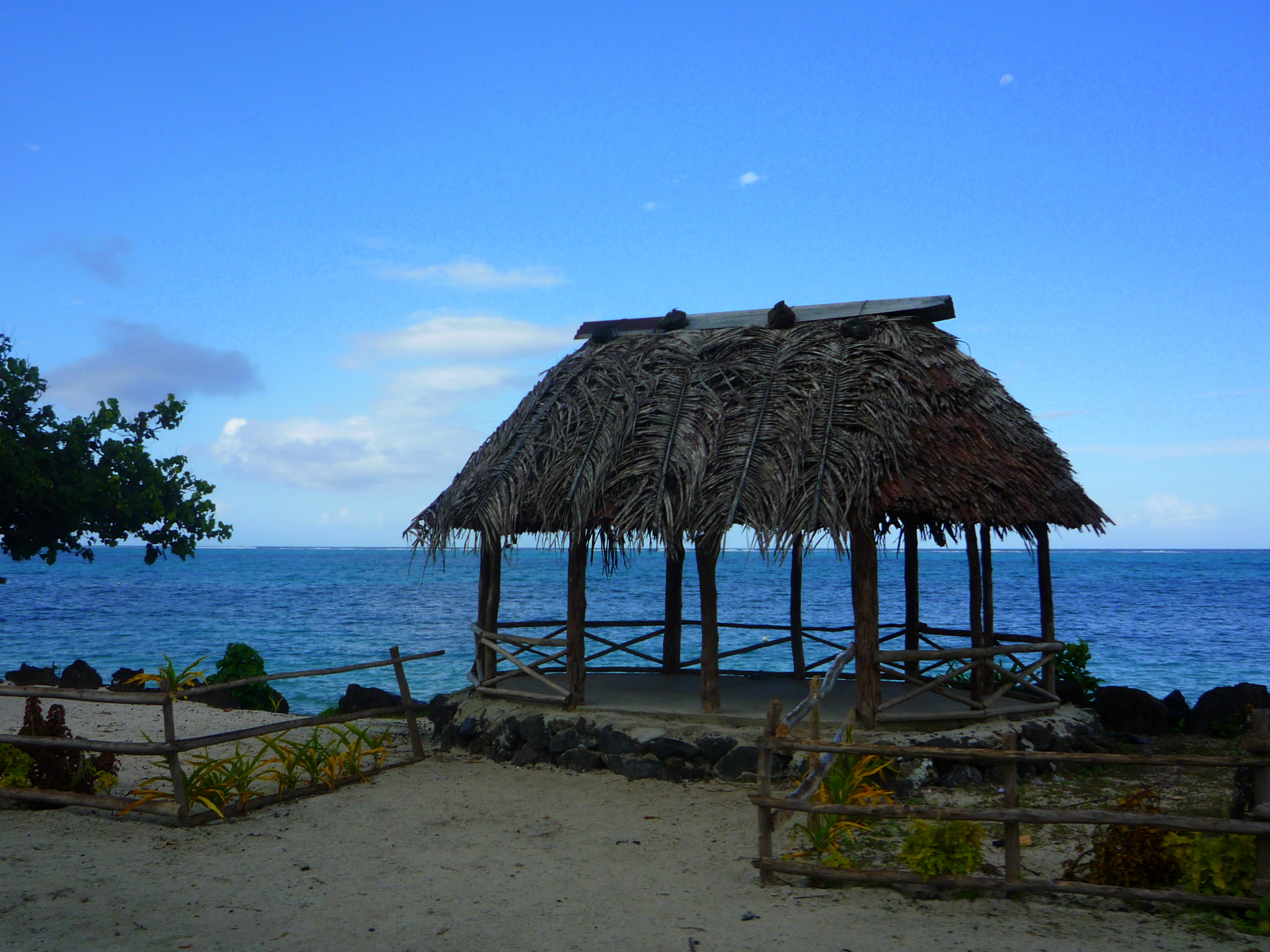
Samoa. Capanna di paglia sulla spiaggia (2009)

Il documentario australiano Paradise Bent... Boys will be girls in Samoa (1999) di Heather Croall, ad esempio, è stato oggetto di critiche per la visione romantica e nostalgica delle fa'afafine collocate nel contesto naturale della «sessualità primitiva» della cultura samoana pre-contatto, il cui ruolo tradizionale, nel documentario, viene ritenuto in pericolo a causa dell'avanzare della modernità e della civiltà occidentale.
Un diverso approccio è quello espresso da Leo Wallace, che – pur convinto del legame profondo esistente fra le fa'afafine e la loro cultura – ha invece criticato il documentario Fa'afafine: Queens of Samoa, diretto da Caroline Harker, promosso e trasmesso dalla televisione neozelandese nel 1995, per la sua eccessiva insistenza sulla loro non riconducibilità alle categorie europee di gay, travestiti, omosessuali, e per aver ritratto le fa'afafine come «una categoria tradizionale ermeticamente sigillata, impermeabile al cambiamento storico». A suo parere la rilevanza data alla loro peculiarità, fondata soprattutto sull'omissione, sul rifiuto di indagare sulla sessualità delle fa'afafine e dei loro partner, condurrebbe a «barricare le identità sessuali polinesiane ed europee l'una contro l'altra». Quando il documentario lo fa in modo fugace, le fa'afafine intervistate concordano nel bandire ogni riferimento all'omosessualità, riaffermando in questo modo «l'eterosessualità obbligatoria del desiderio».
L'elemento caratterizzante della specificità e del radicamento nella storia culturale e sociale di Samoa nella definizione delle fa'afafine e la conseguente sottorappresentazione o esclusione della sessualità dalla loro identità «tradizionale», a favore di un'allocazione delle fa'afafine nell'ambito della famiglia e della cultura samoana, potrebbero infine comportare un altro rischio: una visione pacificata e priva di contraddizioni del loro status all'interno della società, della chiesa e della famiglia che ne rappresentano l'articolazione più importante. Su quanto sia realizzato il grado di integrazione delle fa'afafine e riconosciuta e rispettata la loro diversità all'interno della comunità, il dibattito è ancora aperto.

### Identità in trasformazione
Nelle isole di Samoa dall'inizio degli anni novanta del Novecento i cambiamenti economici e sociali, lo sviluppo dell'industria del turismo, il processo di urbanizzazione, i progressi nella tecnologia medica e l'influenza crescente della cultura occidentale, hanno favorito la diffusione di nuovi modelli identitari, già in parte presenti nelle regioni della diaspora, posizionando nella società le persone non eteronormative in modo diverso dalle fa'afafine.
Diversi studi e testimonianze documentano il mutamento culturale in atto, all'interno del quale l'individuo, l'aspetto esteriore e visivo, la dimensione corporea e quella del desiderio e dell'identità sessuale stanno acquistando una maggiore importanza all'interno di una cultura da sempre fondata sulle istanze della comunità e della collettività.
Per le fa'afafine questi cambiamenti si sono riflessi in una maggiore femminilizzazione (trucco, abbigliamento, segni esteriori) e in un orientamento più esclusivo verso i maschi, come mezzo per sostenere questa femminilità. Alcuni samoani della diaspora hanno adattato il termine queer per descrivere la loro identità, condiviso anche - secondo alcune testimonianze - da un numero crescente di millennial samoani; diversi studi evidenziano l'emergere di individui che definiscono sé stessi utilizzando concetti fino a prima estranei, come gay o transgender, segnale di un possibile cambiamento intergenerazionale. Sono tutti processi di trasformazione con cui anche le fa'afafine di Samoa e Nuova Zelanda, pur nella loro specificità culturale, dovranno nel futuro confrontarsi.

## Fa'afafinenegli studi sociali
Il primo contatto degli europei con Samoa avvenne nel dicembre 1787 con lo sbarco delle navi La Boussole e Astrolabe guidate dell'esploratore francese Jean-François de La Pérouse. Mentre la presenza in altre isole polinesiane di «una classe di uomini che vivevano da donne» è variamente testimoniata già nel XVIII secolo nei resoconti dei viaggi dei primi europei sbarcati a Tahiti, fra cui quello dell'esploratore e navigatore francese Louis-Antoine de Bougainville (1768), del britannico James Wilson, e, qualche decennio più tardi, nei diari dei missionari della Società missionaria di Londra, non sono disponibili fonti che documentino se e in quale misura le fa'afafine facessero parte della società samoana pre-contatto, anche se, per analogia con quanto riscontrato nelle isole vicine, la loro presenza è ritenuta plausibile.
Una traccia della loro esistenza è rappresentata dalla voce fa'afafine presente nei Dizionari della lingua samoana pubblicati nella seconda metà del XIX secolo dai missionari maristi di stanza a Samoa (George Pratt, 1876; Louis Violette, 1879).
Per quanto riguarda le Samoa americane, secondo Karsch-Haack l'istituzione del travestitismo era preesistente al periodo coloniale tedesco e associata alla sessualità maschio-maschio. La riluttanza da parte dei visitatori tedeschi a citarla negli scritti sarebbe derivata dalla necessità di non intaccare «con i vizi del travestitismo e dell'omosessualità» l'immagine europea della popolazione samoana identificata con gli attributi di «bellezza», «pulizia», «rispettabilità», «generosità» e «ospitalità».
La prima, anche se abbozzata, attestazione della presenza di «uomini effeminati» nelle Samoa americane è rintracciabile nello studio del 1928 dell'antropologa statunitense Margaret Mead.

### Coming of Age in Samoadi Margaret Mead

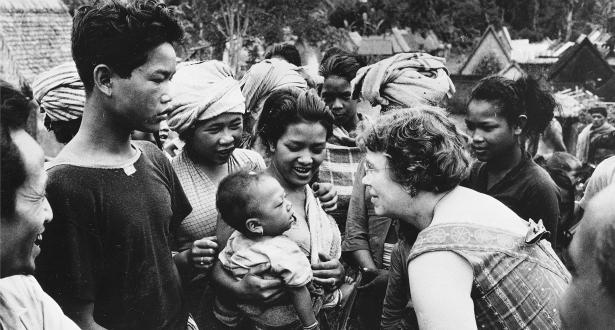
Margaret Mead a Samoa

Dal secondo decennio del XX secolo le isole del Pacifico diventano meta di antropologi ed etnologi, fra cui Bronisław Malinowski (1922), Edward Smith Craighill Handy (1923), Ralph Linton (1939).
Nel 1925 la ventitreenne Margaret Mead si recò nelle Samoa americane con l'intento di fare una ricerca sul campo per indagare da un punto di vista comparativo se l'adolescenza fosse un periodo della vita umana naturalmente conflittuale, a causa di fattori biologici, o se i problemi psicologici caratteristici di questa fase dipendessero dalla cultura di appartenenza. Le conclusioni di Mead, dopo circa nove mesi di soggiorno nell'isola, avvalorarono la seconda ipotesi: a Samoa l'adolescenza non costituiva per le ragazze un periodo stressante, perché – a suo parere – i modelli culturali samoani erano molto diversi da quelli negli Stati Uniti. Il suo libro, apparso nel 1928 e in seguito pubblicato in più di una dozzina di edizioni e tradotto in numerose lingue, è diventato uno dei capisaldi del relativismo e del determinismo culturale e ha fatto di lei una delle antropologhe più famose. Nello stesso tempo, tuttavia, il suo studio è stato oggetto di dibattiti e controversie, la più nota delle quali è stata quella con l'antropologo neozelandese Derek Freeman, che ha tacciato Mead di ingenuità, insufficiente accuratezza nel lavoro e scarsa attendibilità delle scoperte.
Prima di approfondire le tappe e i contenuti dell'educazione e della socializzazione degli adolescenti, Mead nel suo libro descrive le principali caratteristiche della cultura samoana, l'organizzazione sociale, le relazioni fra i sessi, offrendo un'immagine che diversi antropologici riterranno imprecisa, «romantica» e «idilliaca», uno stereotipo positivo influenzato dal mito occidentale delle isole Polinesiane come eden della libertà sessuale, risalente alle memorie del XVIII secolo di Bougainville, Wallis e Cook, e che i samoani a lei contemporanei e quelli delle generazioni successive accoglieranno con imbarazzo, quando non con aperta ostilità. È in questa parte dello studio di Mead che fa la sua prima comparsa la descrizione, anche se solo come figura di sfondo, e definita dall'antropologa statunitense una rarità dal punto di vista della presenza da lei riscontrata sull'isola, di un giovane che può avvicinarsi al profilo di fa'afafine: si tratta di Sasi, un ventenne che studia per diventare ministro del culto:
(Margaret Mead, Coming of age in Samoa, 1928, p. 148)

### Fa'afafinecome modello negativo di ruolo

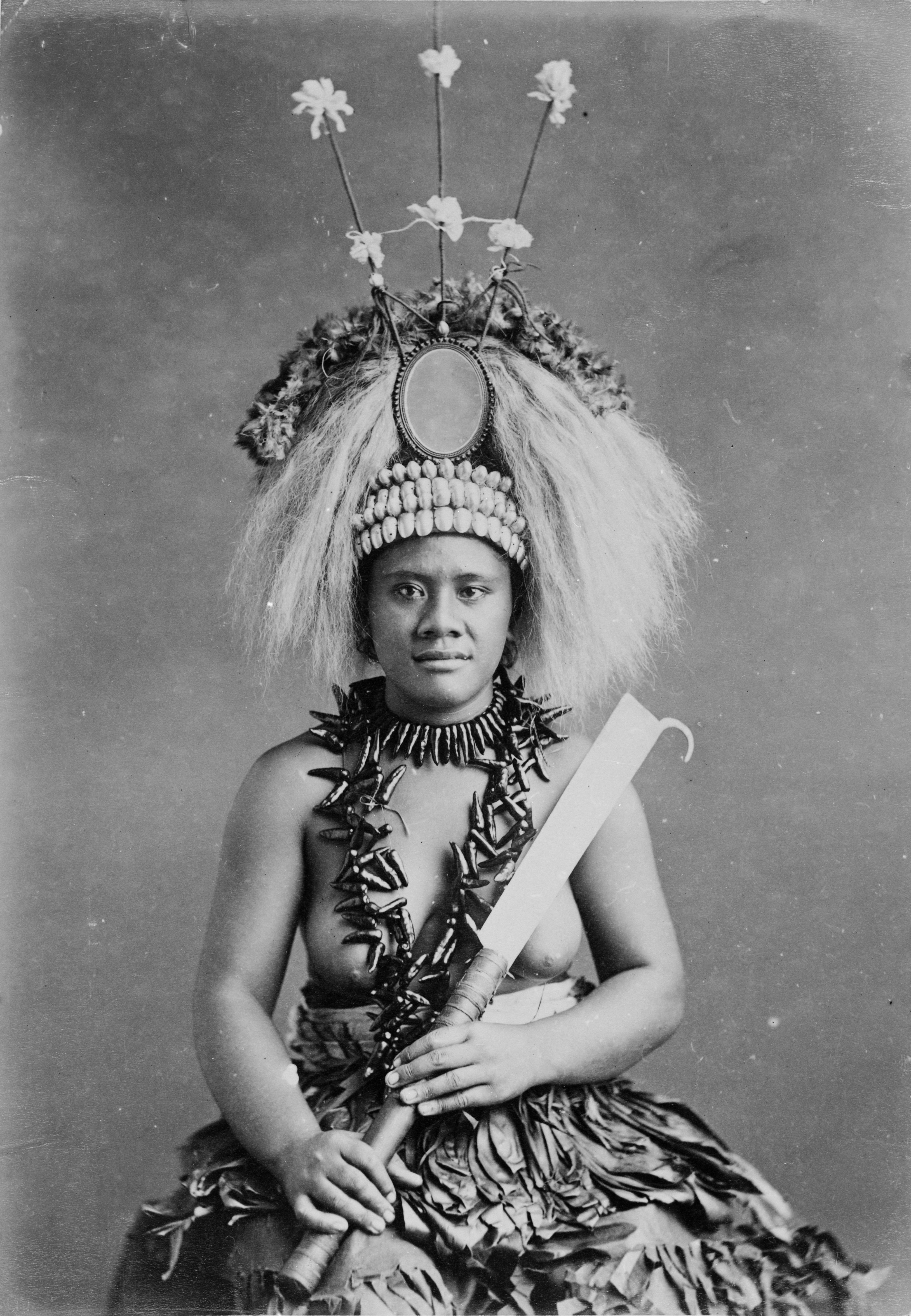
Danzatrice cerimoniale samoana, c. 1890

Una prima dettagliata indagine etnografica sulla presenza di maschi effeminati nelle isole del Pacifico, in particolare a Tahiti, che influenzerà molto i successivi studi, è l'articolo del 1971 dell'antropologo Robert Levy sulla figura del māhū, «un uomo che svolge un ruolo femminile», di cui avrebbe riscontrato la presenza in ogni villaggio dell'isola. Servendosi di un'argomentazione funzionalista, Levy sostiene che la società tahitiana si serve del māhū per rafforzare la debole differenziazione fra i generi, mostrando ai maschi adulti - attraverso il «messaggio» negativo del māhū - cosa non devono essere.
Questa tesi godrà di una certa fortuna negli studi antropologici che negli anni successivi si occuperanno per la prima volta delle fa'afafine, la cui presenza verrà posta in relazione alla presunta instabilità o debolezza dei ruoli di genere maschile o femminile nella società samoana, e alle funzioni di consolidamento dell'identità sessuale svolte - per contrasto - dai maschi effeminati.
Nel primo studio di cui si farà menzione di loro, la tesi di dottorato Daughters of Sina: A Study of Gender, Status and Power in Western Samoa (1979), l'antropologa Penelope Shoeffel indica tra i fattori dello sviluppo della personalità di ciascun individuo definito «transessuale», la scarsa differenziazione di genere nel comportamento dei bambini sotto i dieci anni riscontrata nella società samoana e l'associazione della mascolinità con una forma di sessualità aggressiva e predatoria, per alcuni avvertita come minaccia.
Confermando la tesi espressa da Levy per i māhū tahitiani, anche l'antropologo statunitense Bradd Shore, uno dei primi teorici dell'etnopsicologia, sostiene in un famoso saggio del 1981 che i «travestiti» fa'afafine, definiti una «terza classe derivata di genere», svolgono la funzione di rinforzare lo sviluppo psicosessuale maschile, mostrando ai ragazzi, attraverso il contrasto e l'inversione di genere, ciò che non deve essere un maschio. Ne risulterebbero così rafforzate le categorie di parentela essenziali per il tracciamento della genealogia, una pratica centrale nell'organizzazione sociale e politica della vita samoana. Comune a questi studi è la convinzione che a Samoa le categorie di identità e di genere si basino sui ruoli sociali.

### Travestitismo neifaleaitu
L'etnopsicologa Jeannette Mageo (1992, 1996, 1998) collega l'istituzionalizzazione delle fa'afafine (definite anche «figure liminali») alla trasformazione della società samoana seguita all'evangelizzazione e all'affermazione del teatro comico faleaitu, nel quale gli attori, impersonando entrambi i generi, avrebbero sostituito le antiche ragazze aualuma, non gradite ai missionari per le loro rappresentazioni parodistiche della sessualità, come gli spettacoli faipona e ula, che nel periodo pre-cristiano avevano svolto attraverso l'umorismo la funzione di disinnescare la violenza da cui era turbata la vita sociale. Secondo Mageo il travestitismo maschile praticato dagli attori faleaitu, divenuto con la satira dei ruoli sessuali il dispositivo preferito delle loro esibizioni, si sarebbe diffuso anche nei contesti della vita quotidiana, mentre il processo di cristianizzazione avrebbe sempre più vincolato il genere femminile al ruolo di moglie cristiana, dall'indiscussa condotta morale. All'interno di questo contesto le fa'afafine, eredi dei ruoli sessualmente provocatori e assertivi che le donne svolgevano nelle Samoa pre-missionarie, avrebbero svolto la funzione di modello negativo per le ragazze/sorelle, ricordando loro come non dovevano comportarsi e contribuendo all'idealizzazione virginale delle teine sostenuta dai missionari.
Mageo sostiene infine un'altra argomentazione che acquisterà in seguito molta popolarità, anche se criticata in ambito scientifico per lo scarso supporto di prove: le fa'afafine verrebbero allevate consapevolmente come tali all'interno delle famiglie, per bilanciare la divisione del lavoro quando il numero delle figlie nate si presenta inferiore a quello reputato necessario. Il travestitismo sarebbe quindi radicato anche nella vita e nelle necessità familiari.

### Terzo genere e liminalità di genere

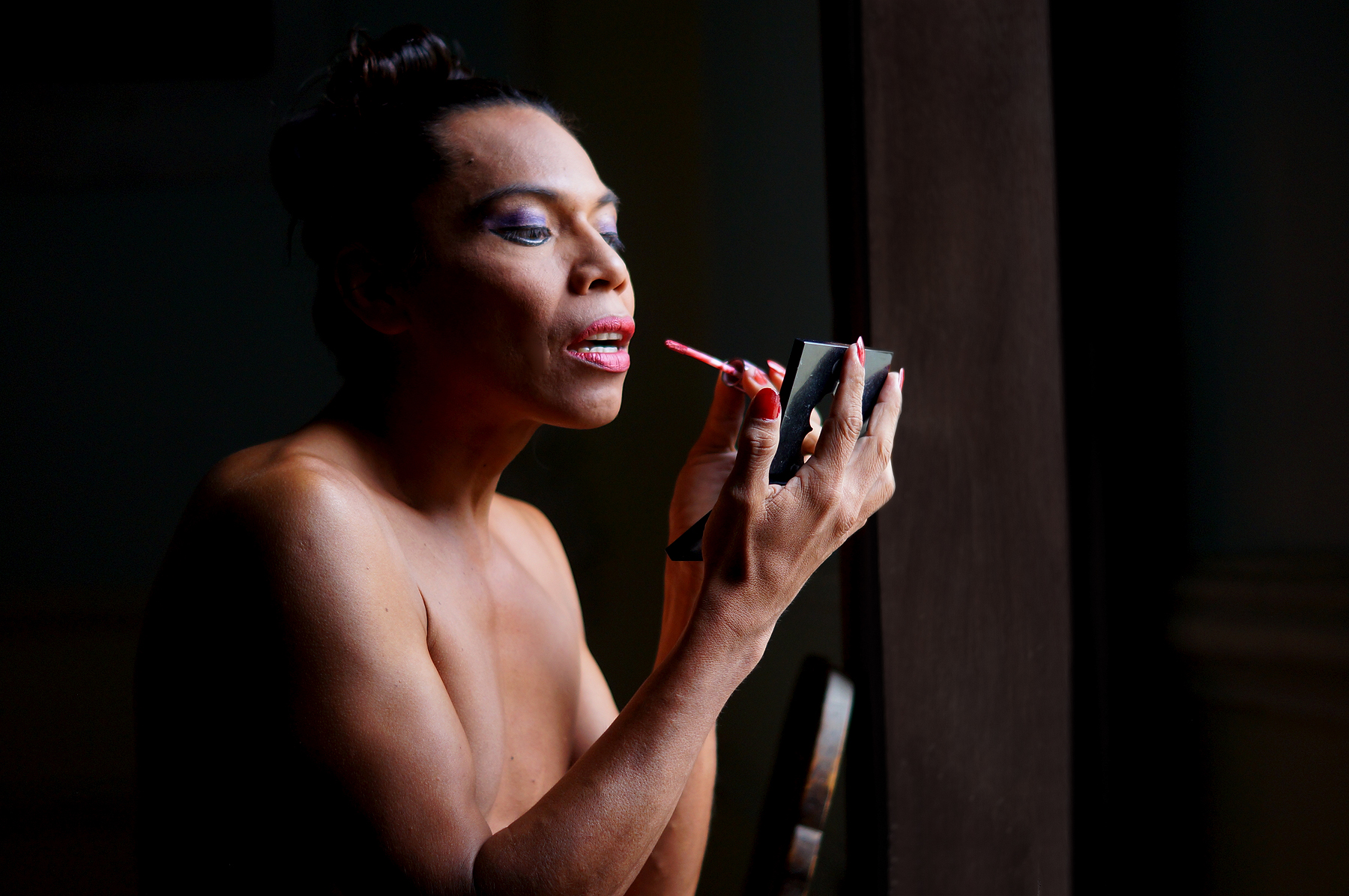
Lukas Avendaño, Muxe Performer. Nella cultura zapoteca i muxe sono uomini che assumono ruoli femminili

Lo studio di Bradd Shore del 1981, Sexuality and gender in Samoa è il primo ad attribuire alle fa'afafine lo status di terzo genere, anche se sembra nello stesso tempo rivolto a metterne in discussione l'applicazione; quella che l'antropologo statunitense chiama la «terza classe derivata di genere», nel caso delle fa'afafine viene infatti da lui definita come una sorta di caricatura, «un'esagerazione e distorsione del comportamento e dello stile estetico femminile».
Una forte influenza per la diffusione dell'espressione «terzo genere» è quella esercitata dalla raccolta di saggi curata da Gilbert Herdt, Third Sex, Third Gender, pubblicata nel 1994, che esplora, attraverso contributi storici e antropologici, i significati culturali assegnati alle persone associate a un genere diverso dal proprio in diversi periodi storici e zone geografiche del mondo (ad esempio eunuchi nell'antica Bisanzio, vergini giurate dei Balcani, hijra indiani), sostenendo da un punto di vista teorico il concetto di genere come costruzione sociale, non determinato biologicamente dal sesso.
Niko Besnier, autore di Polynesian Gender Liminality through Time and Space, uno dei saggi contenuti in quest'opera collettanea, passando in rassegna le categorizzazioni culturali entro cui diversi raggruppamenti di persone, fra cui le fa'afafine, sono stati collocati, critica l'etichetta allora diffusa nelle scienze sociali e nell'immaginario popolare di terzo genere, esprimendo la convinzione che essa continui a operare entro i confini di una visione dualistica del genere, e che non ci sia prova dell'avvenuto riconoscimento di uno status di genere separato per gli individui non eteronormativi nei principi su cui tutte le culture polinesiane basano la loro cultura e l'organizzazione sociale, in primis il sistema parentale.
Anche i termini di travestiti, transessuali, omosessuali, gay, secondo Besnier non sarebbero utilizzabili in questo contesto, perché dagli studi sulle società polinesiane – diversamente dall'identità lesbica e gay delle società occidentali, in cui l'orientamento sessuale si presenta come il tratto di definizione più importante – risulterebbe che «i rapporti sessuali con gli uomini sono visti come una conseguenza della liminalità di genere, non il suo determinante prerequisito o attributo primario». In alternativa a questi concetti categoriali, Besnier propone il termine «liminalità», introdotto dall'antropologo francese Arnold van Gennep e successivamente elaborato da Victor Turner, perché ritenuto comprensivo dei principali attributi che caratterizzano «lo status di genere intermedio» diffuso nelle società polinesiane: la collocazione «betwixt e between», lo status di outsider e di inferiorità sociale. Questo concetto inoltre, secondo Besnier, si presterebbe a descrivere con maggior efficacia la permeabilità e permutabilità di un genere che si presenta più come un processo di prestito di determinati attributi e simboli sociali e culturali, che un ruolo o un'identità definiti.

### Fa'afafinecome movimento sociale
Nel 2000 il lavoro di Reevan Dolgoy, The search for recognition and social movement emergence: towards an understanding of the transformation of the Fa'afafine of Samoa, diventa un punto di riferimento per lo studio delle fa'afafine, collocate e studiate all'interno della più ampia cornice della cultura samoana, demistificando i toni sensazionalistici con cui questa realtà era stata spesso descritta in letteratura. Dolgoy traccia lo sviluppo di questa comunità a Samoa, dagli anni Sessanta a metà degli anni ottanta del Novecento, dal punto di vista dei movimenti sociali, ricostruendo il percorso di promozione di una «politica di riconoscimento» dell'identità fa'afafine, intorno al luogo di aggregazione e reciproco sostegno rappresentato dalla sartoria Hollywood, promossa da una rete di amici nel quartiere Saleufi di Apia. La specificità di questo movimento viene individuata nell'incorporazione dei valori del fa'aSamoa («cultura samoana»), come il rispetto per gli anziani, la stima reciproca e la solidarietà, la pratica della raccolta di fondi e dello scambio di doni (fa'alavelave), esplicitati nella creazione di una comunità fondata su una sorta di «parentela associativa», e in una «politica gentile di riconoscimento», ispirata al modello samoano della «prevenzione dei conflitti».

### Ridefinizione dellefa'afafine

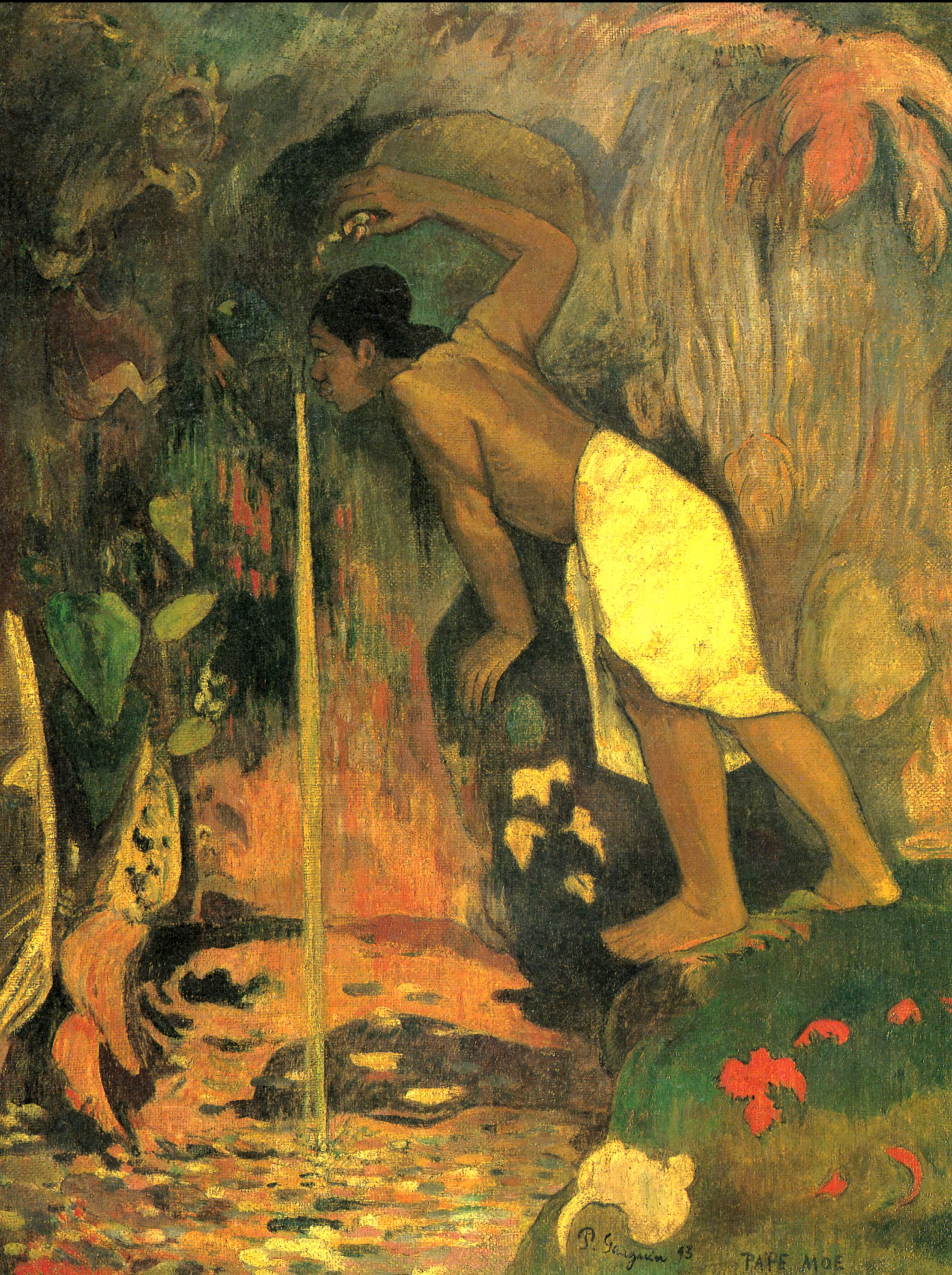
Papa Moe (Acqua misteriosa), un dipinto a olio di Paul Gauguin (1893) in cui, secondo alcune ipotesi, sarebbe raffigurato un māhū tahitiano mentre beve da una cascata

La sociologa neozelandese Johanna Schmidt, autrice di numerosi studi sulle fa'afafine, ha evidenziato come la ricerca accademica su identità e popolazioni transgender non occidentali spesso sia stata e venga ancora condotta utilizzando modelli eteronormativi ed eurocentrici, cercando di decostruire il discorso occidentale sulle fa'afafine nelle sue tre varianti: orientalismo, essenzialismo (omosessuale), funzionalismo.
Interpretazioni «orientaliste» sarebbero quelle che – dai viaggi del capitano Cook, agli studi antropologici di Margaret Mead, fino alle suggestioni proposte da testi contemporanei – rappresentano la cultura e i popoli polinesiani attraverso la lente dell'esoticità e dell'erotismo, contrassegnandoli con una sensualità «primitiva» e naturale, che si ritiene irrimediabilmente perduta nelle culture occidentali e in via di scomparsa anche in quelle polinesiane, sempre più minacciate nella loro innocenza e autenticità dal colonialismo, dai modelli occidentali e dalla globalizzazione.
L'essenzialismo (omosessuale) sarebbe rappresentato da quelle teorie, diffuse soprattutto all'interno della comunità gay, che vedono nelle fa'afafine una delle forme varianti di espressione dell'omosessualità (o dell'omosessualità transgender), utilizzandole come "prova" dell'universalità di questa categoria; i modi in cui queste identità sono incorporate nelle strutture di genere della cultura samoana verrebbero del tutto ignorati.
La critica al funzionalismo è rivolta a quell'area di ricerca indirizzata a individuare la «causa» delle identità di genere non riconducibili alle categorie binarie di maschile e femminile non occidentali, in quanto ritenute bisognose di spiegazioni, una sorta di «anomalia», al contrario di quanto normalmente accade per uomini e donne eteronormativi, percepiti come soggetti «naturali». Gli approcci funzionalisti, generalmente declinati come spiegazione sociologica di un fenomeno sociale, e quindi attenti a definirne la collocazione all'interno di strutture sociali più ampie, ricorrono a spiegazioni basate sui modelli di ruolo: le fa'afafine svolgerebbero la funzione di modello negativo per i maschi e le femmine samoani, per mostrare loro cosa non devono diventare. In tal modo, secondo Johanna Schmidt, gli studi di Bradd Shore e Jeannette Mageo toglierebbero alle fa'afafine ogni autonomia, riducendole a simboli e mettendole al servizio di altri sessi, «più reali». Concludendo la sua critica, Schmidt si chiede quale famiglia alleverebbe una fa'afafine con questo scopo, quale fa'afafine si presterebbe a svolgerlo, e come possa essere spiegata la debole, spesso incerta, posizione sociale delle fa'afafine se misurata con il riconoscimento che la comunità dovrebbe tributare loro per il ruolo svolto.

### Il punto di vista indigeno
La maggior parte della letteratura fa'afafine è stata scritta da ricercatori occidentali, non samoani e non fa'afafine. Con il nuovo secolo sono aumentati gli studi indigeni che rivendicano il legame imprescindibile di queste identità con la cultura samoana e la necessità di dare la parola ai soggetti indagati, «per recuperare le loro storie e/o rivedere le conoscenze ricevute su di loro», per restituire loro il potere.
McFall contesta ai ricercatori occidentali la loro eccessiva attenzione sugli aspetti sessuali delle fa'afafine, il cui ruolo di genere, in particolare abbigliamento, comportamento e attività femminili, viene ritenuto caratterizzante la loro identità. A suo parere le identità fa'afafine sono fluide, e occidentalizzazione, colonizzazione e tecnologie mediche per il cambio di genere hanno influenzato il modo in cui esse vengono definite da ciascun individuo.
Luka Leleiga Lim-Bunnin denuncia in un articolo come la classificazione delle persone indigene di genere divergente operata in ambito accademico, un mondo costituito in prevalenza da bianchi eterosessuali, eserciti una forma di violenza epistemica basata su paradigmi coloniali occidentali. Tale violenza si esprimerebbe anzitutto a partire dalle scelte linguistiche, ossia dai termini con cui negli studi vengono definite le persone non eteronormative, diversi da quelli che tali soggetti usano per descrivere sé stessi, preoccupazione condivisa anche dal teologo samoano Pausa Kaio Thompson. Lim-Bunnin contesta la categoria «terzo genere» in quanto «dispositivo di codificazione e appiattimento egemonico» utilizzato per promuovere il binarismo, e la definizione di fa'afafine come «maschio biologico», perché non terrebbe conto della realtà di molte fa'afafine che ne negano la legittimità e delle differenze di genere nelle comunità indigene. La stessa ricerca su queste popolazioni, prevalentemente concentrata sul contesto polinesiano piuttosto che su quello melanesiano o micronesiano, in cui è presente un maggior numero di etnie meticce, rivelerebbe infine, secondo Lim-Bunnin, una forma di razzismo anti-nero.
Douglass St Christian estende la rivendicazione dell'unicità samoana delle fa'afafine, riposta in quello specifico contesto culturale, anche al dato corporeo: non solo il sesso fra fa'afafine e un maschio non può essere inteso come un sesso fra due uomini, ma anche, pur essendolo geneticamente, «le fa'afafine non sono maschi e i loro peni non sono organi sessuali maschili. Sono organi fa'afafine».Frutto di oltre dieci anni di lavoro, nel 2018 è stato pubblicato, primo nel suo genere, Samoan Queer Lives, una raccolta di 14 storie personali di fa'afafine, transgender e queer delle Samoa, Samoa americane e della diaspora samoana (Australia, Nuova Zelanda, Australia, Hawaii e Stati Uniti), curata dall'artista e poeta samoano di New York Dan Taulapapa McMullin e dall'artista interdisciplinare di origini samoane-giapponesi Yuki Kihara, entrambi fa'afafine. Le storie raccontate abbracciano generazioni, professioni e geografie diverse e contribuiscono ad approfondire il contesto storico delle fa'afafine: alcuni degli intervistati rappresentano figure storiche del panorama samoano, come Tootooalii Roger Stanley, presidente dell'Associazione Samoana Fa'afafine e promotrice del movimento samoano per la riforma del Crime Ordinance Act che metteva fuori legge gli uomini che «si spacciavano» per donne, ed Eleitino Ma'aelopa, un anziano molto rispettato della comunità samoana della Nuova Zelanda, entrambi morti poco prima della pubblicazione del libro.
Ogni capitolo presenta la storia della vita di una fa'afafine – i quattordici intervistati provengono da diversi settori: arti visive, teatro, letteratura, professioni legali, mondo dell'istruzione, artigianato, e sono tutti impegnati nell'attivismo fa'afafine – attraverso la pratica comune samoana di talanoa, una forma di conversazione comunitaria, informale, ma che «proviene dal cuore», rafforzando il fa'aSamoa (lo stile di vita samoano). Nella prefazione e introduzione, i curatori dell'opera prendono le distanze dalla letteratura di produzione occidentale che avrebbe distorto e sensazionalizzato la vita delle fa'afafine, collocandole nella categoria del binarismo di genere stabilito dall'occidente, e individuano nei missionari e nel colonialismo i responsabili della soppressione delle identità queer samoane. Attraverso le interviste e gli interventi dei curatori, il libro offre un punto di vista queer transregionale e transpacifico della cultura e del contesto samoani, affrontando tutte le diverse e complesse questioni in cui le fa'afafine sono coinvolte: dall'identità alla religione, dal sesso alla famiglia, dal rapporto con la comunità LGBTQIA alla violenza domestica e al grado di accettazione sociale acquisito all'interno della società.

## Società samoana efa'afafine

### Organizzazione sociale
Gli studi sociali e le dirette testimonianze concordano nel radicare l'identità fa'afafine nella cultura samoana, nell'insieme di valori e tradizioni su cui si fonda lo stesso sistema politico e socioeconomico, riassunti nel termine fa'aSamoa.

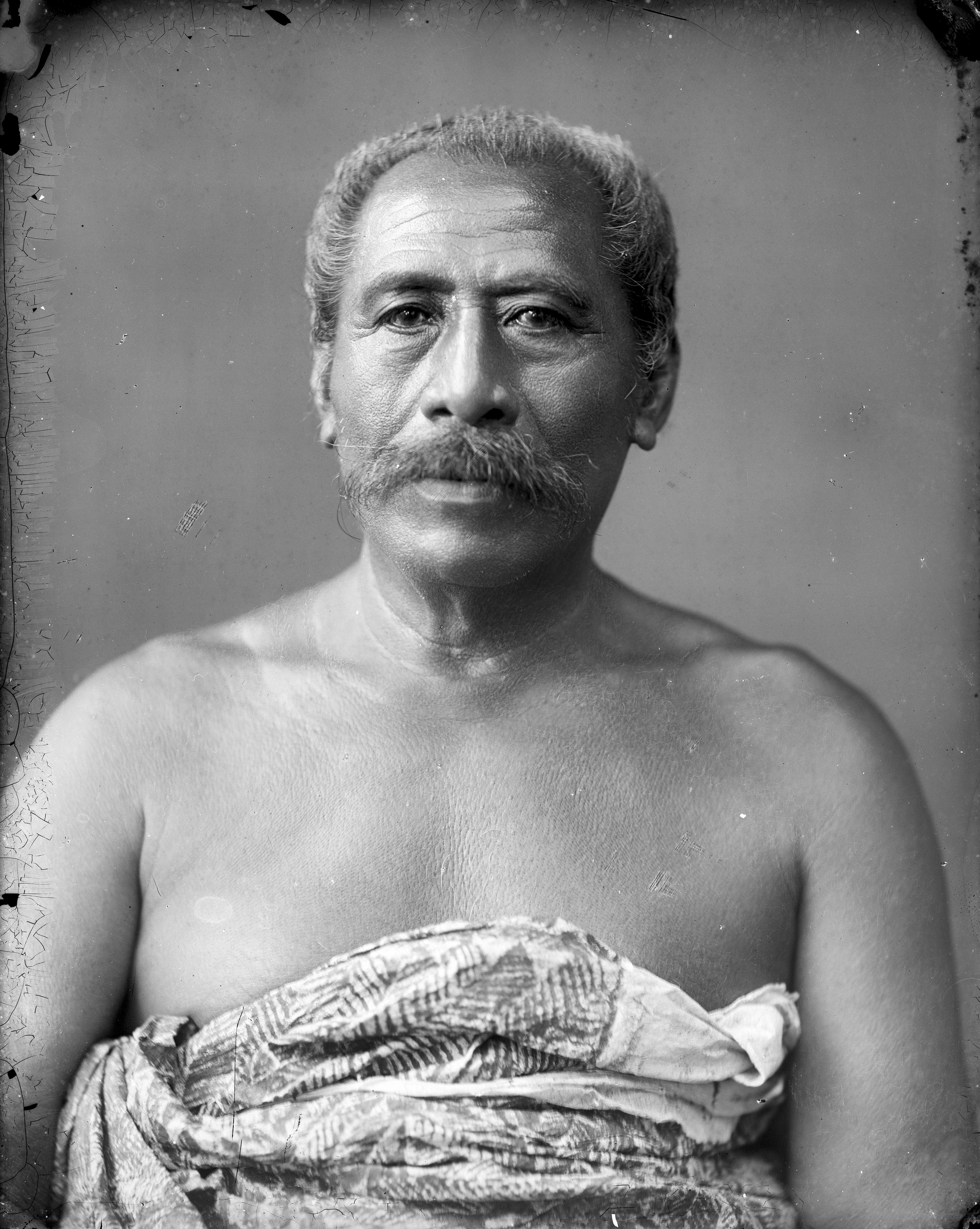
Seumanutafa Pogai, un alto capo di Apia, Samoa, circa 1890-1910

### Status sociale
Secondo Schoeffel, nella cultura samoana le relazioni di genere operano all'interno di due domini distinti: la feagaiga, la relazione fratello-sorella, che impegna il primo per tutta la vita nel rispettare, servire, proteggere e onorare la sorella, e la coniugalità. Secondo Shore, la relazione fratello-sorella, rispetto a quella moglie-marito, prevarrebbe come "paradigma delle relazioni intersessuali".
I bambini samoani dall'età di circa quattro-cinque anni, fino alla pubertà, servono i parenti anziani, aiutano in casa, si prendono cura dei neonati e dei bambini più piccoli, senza alcuna distinzione di sesso. La divisione del lavoro basata sulle differenze sessuali interviene dopo la pubertà.
La posizione delle fa'afafine all'interno di questo sistema, secondo gli studiosi, è chiara per quanto riguarda la loro collocazione: il loro posto, anche se svolgono lavori tradizionalmente femminili, è fra i maschi nell'aumaga, il gruppo sociale composto dagli uomini senza titolo; se detengono un titolo, nel fono, il consiglio che costituisce la struttura politica centrale di un villaggio, distretto o isola. Più controversa è la questione del loro status. Secondo Schoeffel una fa'afafine gode di un basso status sociale dal momento che «non soddisfa nessuno degli onorati requisiti del ruolo maschile o del ruolo di donna come sorella, con la relativa dignità e status elevato. [...] La fa'afafine sarebbe quindi solo "come una donna" nel suo status funzionale e meno onorato».
Besnier sottolinea l'assenza nell'organizzazione sociale e culturale samoana di uno status di genere separato. Le fa'afafine occuperebbero una condizione marginale: il sistema della parentela è strutturato sull'opposizione fondamentale e la complementarità asimmetrica tra entità maschili e femminili, «che non lascia alcuno spazio per una categoria intermedia».
Di diversa opinione sono gli studiosi di origine indigena, che ricordano come molte fa'afafine occupino ruoli importanti all'interno della comunità e abbiano ricevuto «titoli conferiti loro dalle loro famiglia in riconoscimento dei loro servizi».
Secondo la testimonianza di To'oto'oali Roger Stanley, Presidente della Samoa Fa'afafine Association (SFA) fino al 2017, «ci sono alcuni villaggi nelle Samoa in cui alle fa'afafine non è permesso portare i capelli lunghi, né vestirsi con abiti femminili. [...] Nelle aree rurali di Samoa i nostri principali ostacoli sono i matai [capivillaggio] locali: i leader dei villaggi e delle chiese. L'SFA ha iniziato a lavorare con diversi leader di chiese e villaggi per chiarire che la violenza e la discriminazione hanno un impatto sullo sviluppo generale di Samoa».

### Famiglie eFa'afafine
L'idea diffusa in letteratura e nei media che nelle famiglie in cui non ci sono figlie sufficienti venga allevato, o incoraggiato un maschio a diventare fa'afafine per soddisfare le necessità domestiche e di cura, non risulta confermata dagli studi e dalle dirette testimonianze.

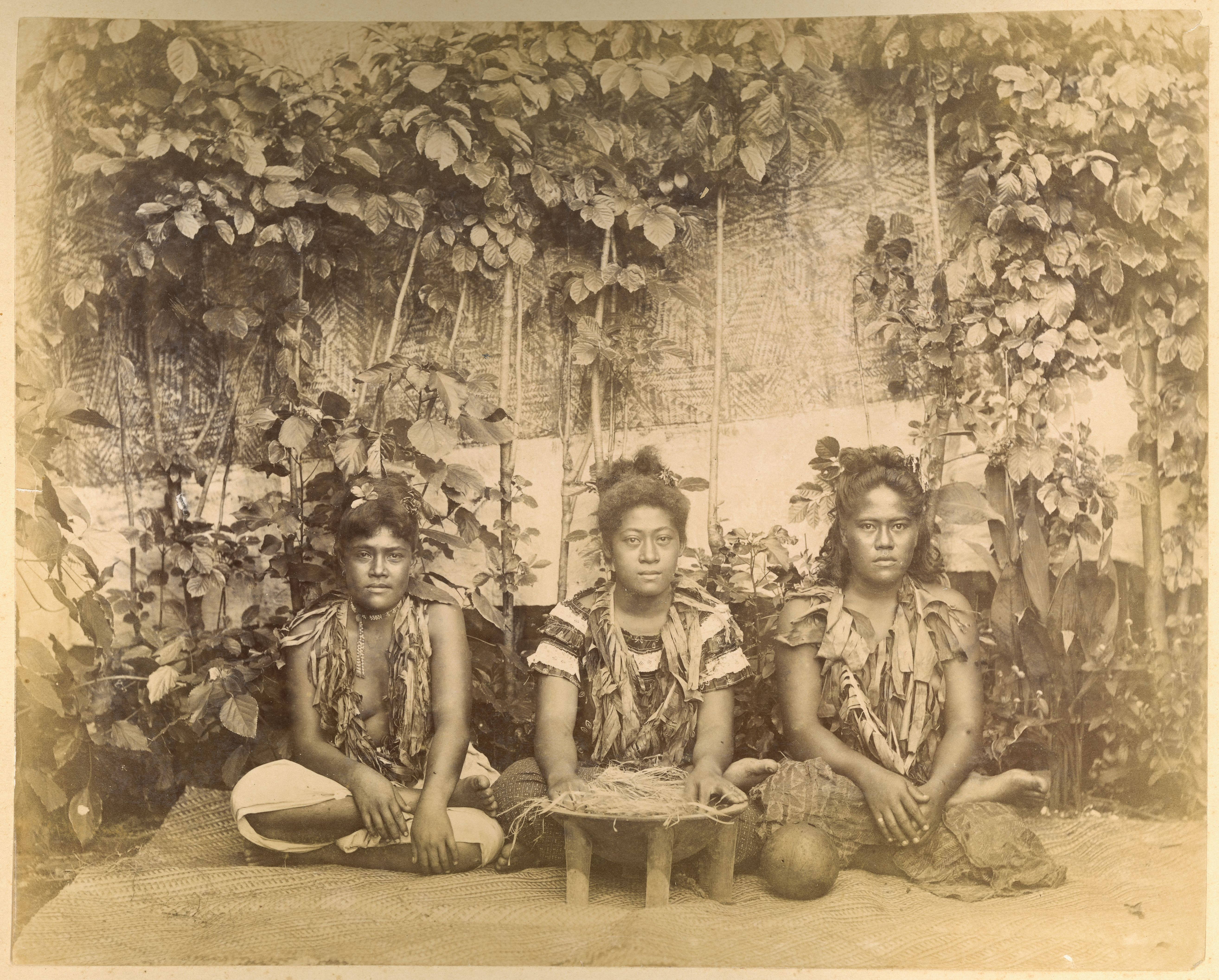
Tre ragazze samoane preparano la 'ava (o kava), una bevanda rituale usata nelle riunioni cerimoniali di matai o del consiglio del villaggio, o quando si dà il benvenuto ai visitatori (circa 1890)

Le reazioni dei genitori nei confronti dei comportamenti sessuali manifestati dai figli fa'afafine possono variare da un atteggiamento di accettazione a uno di rifiuto, seguito da rimproveri o da altri interventi dissuasivi. Secondo un'indagine condotta nel 2006, il 20% delle fa'afafine intervistate ha riferito che i genitori avevano cercato di vietare il loro comportamento cross-gender almeno qualche volta, e di questi, il 95% ha dichiarato che le imposizioni dei genitori li avevano sconvolti.
Testimonianze di rapporti difficili all'interno delle famiglie, in cui spesso i ragazzi fa'afafine vengono indotti ad assumere quello che viene considerato un «comportamento normale», anche attraverso l'uso di metodi violenti, sono narrate nel libro/raccolta di autobiografie Samoan Queer Lives.
Il fenomeno della violenza in famiglia è piuttosto diffuso nelle Samoa, colpisce quasi tutte le famiglie. L'inchiesta pubblica nazionale del luglio 2018 ha rilevato che quasi 9 bambini su 10 nelle Samoa subiscono violenza durante la loro vita, e che gli abusi sessuali sui bambini e i livelli di incesto hanno raggiunto proporzioni «epidemiche». Nel corso della loro vita quasi 9 persone su 10 hanno subito violenza fisica o emotiva all'interno della famiglia, 6 donne su 10 subiscono violenza da parte del partner, e quasi lo stesso numero da un non partner, 1 donna su 5 viene violentata. Le violenze contro gruppi specifici come le persone con disabilità, gli anziani, le persone fa'afafine e le persone SOGISC (sexual orientation, gender identity and sex characteristics) risultano scarse, ma «l'evidenza aneddotica suggerisce che i tassi possono essere alti e sono necessarie risposte specifiche per questi gruppi». Il rapporto precisa che «la violenza familiare costituisce violazioni diffuse della fa'aSamoa, della Fede e dei diritti umani».
Secondo Farran il grado di accettazione delle fa'afafine da parte delle loro famiglie non è un dato certo. Dolgoy riporta casi in cui l'effeminatezza dei figli è ritenuta da alcuni padri motivo per escluderli dalla successione al titolo; tuttavia, anche quando la famiglia svolge un ruolo repressivo nei confronti dei figli che manifestano espressioni di genere non normative, l'aiga rimane uno dei valori fondanti del fa'aSamoa, ed è soprattutto sull'enfasi delle fa'afafine come capisaldi del nucleo familiare, sul loro ruolo di eccellenza nel sostegno di genitori e parentela, nell'alta competenza nelle abilità domestiche, che si fonda l'apprezzamento sociale nei loro confronti, specie quello espresso – non senza riserve – dalla chiesa samoana.

### Chiesa eFa'afafine
Nelle Samoa il cristianesimo è religione di Stato: dal 2017 l'articolo 1 della Costituzione afferma che «Samoa è una nazione cristiana fondata su Dio Padre, Figlio e Spirito Santo». La Chiesa fa parte integrante della fa'aSamoa e svolge un ruolo fondamentale nella vita privata e sociale dei samoani, influendo sulle opinioni degli stessi membri del Parlamento.
La partecipazione alle funzioni e alle attività religiose, la raccolta di fondi per la chiesa fanno parte dei doveri di ciascun abitante. Alcuni Consigli di villaggio impongono la presenza in chiesa e puniscono con multe l'inosservanza; in molti villaggi in tutto il paese, i matai proibiscono l'appartenenza a chiese diverse da quella del villaggio o di esercitare il diritto di non culto. In violazione di tali regole, gli abitanti sono soggetti a multe, banditi dal villaggio o sottoposti a entrambi i provvedimenti.
Il coinvolgimento delle fa'afafine nella vita della Chiesa – in particolare nei cori, nell'organizzazione dei comitati giovanili e nella raccolta di fondi – è molto conosciuto e apprezzato all'interno della comunità, tuttavia difficilmente la dottrina religiosa accetta espressioni di genere e forme di sessualità non rispondenti ai propri dettami.
Quella fra fa'afafine e la Chiesa può essere indicata per alcuni aspetti come una relazione di «accomodamento», o di accettazione vincolata: se da una parte la chiesa condanna l'omosessualità e ogni comportamento non conforme alla morale e ai principi della Bibbia, dall'altra l'osservanza degli obblighi e dei doveri dovuti, incluso il sostegno finanziario ai ministri e ai progetti della chiesa, il rispetto delle usanze, la sobrietà nei comportamenti e nella cura dell'aspetto esteriore, possono sospendere il giudizio sulla loro sessualità o il loro genere, fornendo alle fa'afafine una via di accettazione e integrazione.
Ma non tutte le chiese né tutti i pastori adottano un comportamento uniforme, e spesso possono prevalere punti di vista diversi, rendendo il riconoscimento delle fa'afafine e della loro posizione all'interno della Chiesa oggetto di risposte contrastanti. Un esempio è rappresentato dalla controversia sorta nell'estate 2016, a seguito dell'ondata di indignazione suscitata dalla pubblicazione sulla prima pagina di un quotidiano nazionale di un'immagine non oscurata del corpo di Jeanine Tuivaiki, una fa'afafine trovata morta, forse suicida, all'interno di una chiesa. In risposta agli appelli della Samoa Fa'afafine Association per un maggior rispetto dei diritti delle fa'afafine, il Presidente del Consiglio nazionale delle chiese, il reverendo Kasiano Leaupepe, avrebbe risposto che se esse avevano sicuramente diritto al rispetto all'interno della Chiesa, in quanto creature di Dio, era un comune malinteso che le fa'afafine facessero parte della cultura samoana. «Non c'è fa'afafine nello stile di vita samoano. C'è il Consiglio del villaggio per i matai, c'è un posto per gli uomini senza titolo e ovviamente c'è una saofaiga per tina ma tamaitai (madri e donne), ma non c'è niente nella struttura tradizionale per fa'afafine».
Forte indignazione nella comunità fa'afafine è stata manifestata anche nel novembre 2020 per un dibattito fra i giovani della Chiesa Cristiana Congregazionale di Samoa (CCCS), trasmesso su una stazione televisiva gestita dalla Chiesa, nel quale veniva chiesto al pubblico di esprimersi sulla possibilità che le fa'afafine potessero candidarsi a cariche pubbliche. A seguito dell'immediata protesta di queste ultime, il reverendo Vavatau Taufao, Segretario generale del CCCS, ha porto le sue scuse e chiesto perdono, ribadendo il suo apprezzamento per «i contributi delle fa'afafine alle loro famiglie, al cristianesimo e alle Samoa».

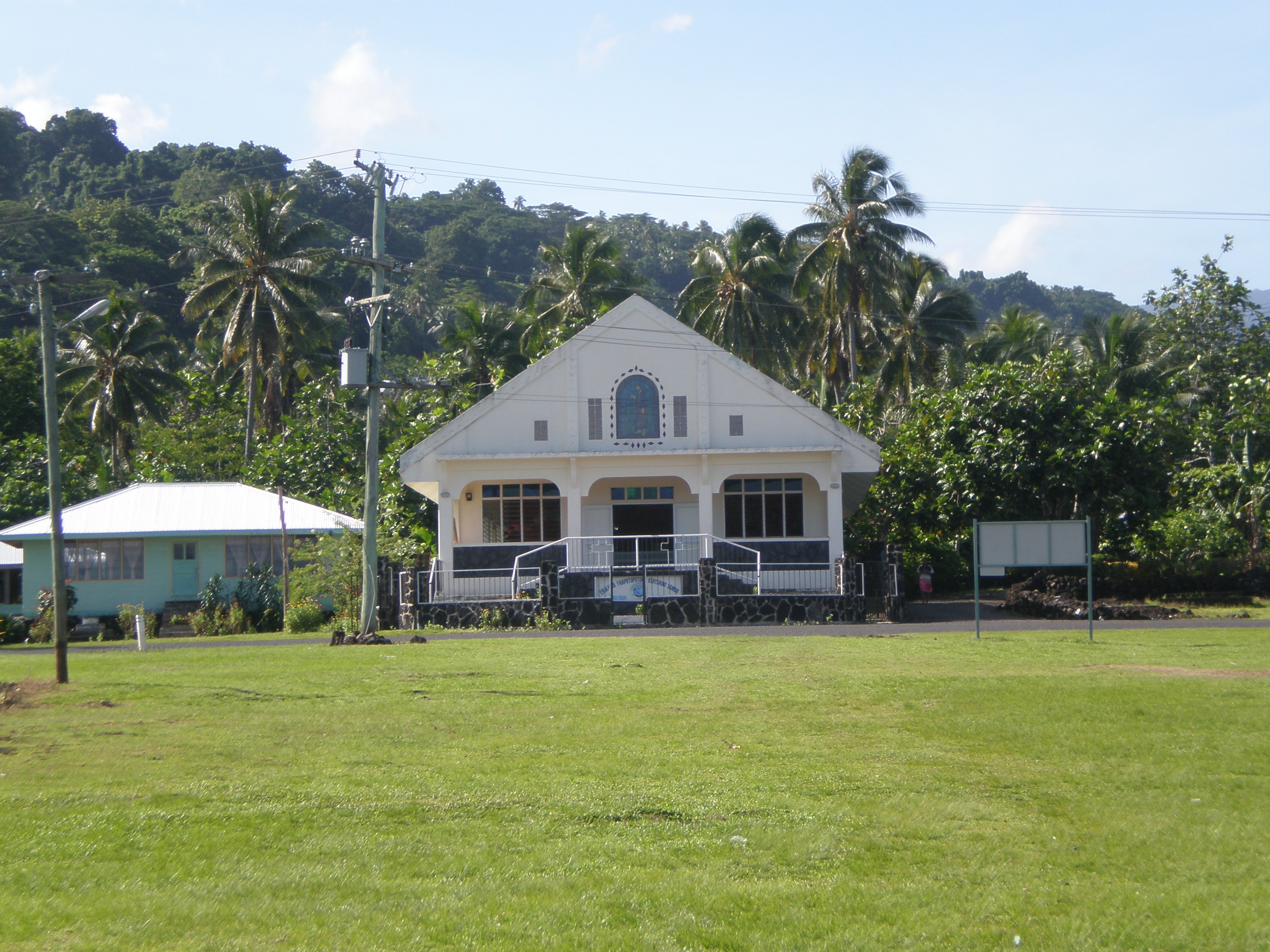
Chiesa nel villaggio di Matavai, Savai'i, Samoa

Secondo il pastore e teologo samoano Pausa Kaio Thompson l'esclusione delle fa'afafine dal fa'aSamoa sarebbe una conseguenza del punto di vista cristiano sulla sessualità, delle opinioni religiose e sociali eurocentriche, che hanno fortemente condizionato lo sviluppo della società samoana. Altri ruoli non tradizionali che avrebbero dovuto esservi esclusi, come quelli del pastore, o dei preti cattolici che hanno preso voti di celibato a vita e che non possono creare discendenza, sono diventati parte della cultura samoana e occupano pari status, se non superiore, ai matai (capivillaggio). A suo parere, sebbene i ruoli all'interno di fa'aSamoa siano stati definiti in passato, e lo siano ancora, dall'appartenenza a un determinato sesso, sulla base della concezione occidentale introdotta dai missionari, il fa'aSamoa dovrebbe reggersi esclusivamente sui fondamentali valori di amore e comunità, pace e coerenza, servizio e sacrificio. In questa prospettiva le fa'afafine possono ritagliarsi un loro spazio, perché all'interno della fa'aSamoa, coloro che nutrono e coltivano i valori della comunità e l'amore per la famiglia sono tenuti in grande considerazione.

## Diritti LGBT nelle Samoa
Nel 2011 le Samoa hanno sottoscritto con altri 85 paesi la dichiarazione del Consiglio per i diritti umani delle Nazioni Unite (UNHRC) per porre fine agli atti di violenza e alle violazioni dei diritti umani basati sull'orientamento sessuale e l'identità di genere, rifiutando tuttavia di abrogare le leggi che puniscono le relazioni omosessuali tra adulti consenzienti, «a causa delle sensibilità culturali e delle credenze cristiane della società samoana». Nella dichiarazione, fa'afafine, gay e lesbiche vengono dichiarati membri integrali della società samoana ed eredi di titoli e terre di famiglia come tutti gli uomini e le donne.

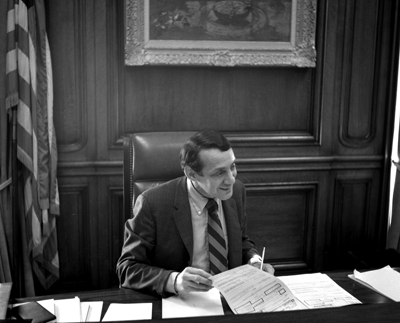
Harvey Milk, militante del movimento di liberazione omosessuale. Nel 2009 il film a lui dedicato è stato vietato nelle Samoa.

Nel 2013 il governo di Samoa con il Crimes Act 2013 ha aggiornato il codice penale risalente al 1961, abrogando l'articolo che proibiva la «rappresentazione femminile» da parte di persone di sesso maschile, osteggiato da decenni dalla comunità fa'afafine samoana. L'art. 50 ha incluso nella definizione di rapporto sessuale il sesso orale e anale, e per inferenza, il contatto sessuale tra maschi; gli artt. 67 e 68 hanno mantenuto la pena fino a 7 anni di reclusione per l'atto di sodomia compiuto su una donna o su un uomo, anche se consenzienti. L'art. 71 della Parte VIII riguardante i «crimini contro il benessere pubblico» ha stabilito infine la medesima pena per chi detiene, gestisce, affitta o mette a disposizione uno o più locali utilizzati per commettere «atti indecenti tra uomini».
La Fa'afafine Association è stata nominata membro del National Human Rights Institution (NHRI), istituito nel 2013 all'interno dell'Ufficio del difensore civico. Il presidente dell'Associazione Fa'afafine dal 2006 al 2018, So'oalo Roger Stanley, ha preso posizione contro il matrimonio gay, appena approvato in Nuova Zelanda, condividendo la posizione assunta dall'ex Primo Ministro samoano Tuilaepa Sailele Malielegaoi, patrono dell'associazione. Nel 2017, la Samoa Fa'afafine Association ha ribadito che il matrimonio omosessuale non era una priorità tanto quanto «la promozione dei diritti umani e la riduzione della discriminazione e della violenza basata sull'identità di genere».
Nel 2019 il Rapporto sui Diritti umani del Dipartimento di Stato americano per le Samoa ha ricordato come fossero ancora vigenti le leggi che punivano la sodomia con pene massime di sette anni di reclusione, aggiungendo tuttavia che nel caso di adulti consenzienti le autorità non stavano applicando queste disposizioni. Per quanto riguarda casi di violenza sociale basata sull'orientamento sessuale o sull'identità di genere, il Rapporto ha riportato alcuni casi isolati di discriminazione e l'indicazione che i membri della comunità fa'afafine avevano segnalato casi di discriminazione sociale.
Nel giugno 2019 è stata vietata la proiezione di Rocketman, il film biografico sulla vita di Elton John, perché giudicato incompatibile con le tradizioni culturali e cristiane di Samoa. Nel 2009 era già stato vietato per simili ragioni Milk, il film sull'attivista per i diritti dei gay Harvey Milk.
Nelle Samoa il sesso tra uomini, indipendentemente dal consenso, rimane illegale (artt. 67 e 68 del Crimes Act 2013) e non è previsto il matrimonio fra persone dello stesso sesso, definito nel 2017 dall'allora Primo Ministro una «pratica di Sodoma e Gomorra».
Nel novembre 2021 la neoeletta primo ministro Naomi Mata'afa ha ribadito che il suo governo «non cambierà le leggi solo per soddisfare alcune delle raccomandazioni del recente Rapporto sui diritti umani delle Nazioni Unite» e che tali questioni devono essere considerate «all'interno delle tradizioni e dei costumi samoani e dei nostri principi e valori cristiani».

## Samoa Fa'afafine Association e Society of Fa'afafine in American Samoa (SOFIAS)
Samoa Fa'afafine Association (SFA), con sede ad Apia, nasce nel 2006 su iniziativa di So'oalo To'oto'oali'i Roger Stanley che ne sarà Presidente fino alla sua morte, avvenuta nel gennaio 2018. L'associazione ha lo scopo di dare una rappresentanza, sensibilizzare e promuovere i diritti della comunità fa'afafine; lavora a stretto contatto con il governo, le chiese locali e le organizzazioni giovanili. Fin dalla nascita ha ricevuto il patrocinio del Primo Ministro Tuilaepa Sailele Malielegaoi, in carica dal novembre 1998 al luglio 2021.
L'associazione si è particolarmente distinta nella campagna di sensibilizzazione e nel sostegno dato nella lotta contro l'HIV/AIDS nelle Samoa. Grazie alla sua attività di lobbiyng ha contribuito alla depenalizzazione del reato di «impersonificazione femminile» che puniva le persone che si «spacciavano» per donne in un luogo pubblico (art. 58N del Crimes Ordinance Act di Samoa, abrogato nel 2013).
Nel 2013 SFA è stata nominata membro del National Human Rights Institution (NHRI) e partecipa alla redazione dell'Universal Periodic Review (UPR) per le Samoa. L'associazione ha sempre rivendicato la propria specificità nel panorama LGBTIQ, proponendosi come "terzo genere" e sottolineando il suo stretto legame con la cultura samoana e la sua non assimilabilità alle categorie transgender: «I termini fa'afafine e fa'afatama sono culturalmente unici e specifici del terzo genere di Samoa. [...] Inscatolare i nostri problemi insieme ai problemi transgender nell'ambito del quadro LGBTIQ ignora la nostra connessione con la cultura o "fa'asinomaga", che è l'essenza e il cuore di ogni samoano».
Nel 2010 dalla fusione di due organizzazioni fa'afafine delle Samoa americane - American 7s, nata come società sportiva, e Island Queens - è stata costituita la Society of Fa'afafine in American Samoa - Sosaiete O Faafafine I Amerika Samoa (SOFIAS), che promuove l'assistenza sanitaria, le relazioni fra fa'afafine, LGBTI e comunità, i diritti umani e l'identità culturale.
SOFIAS è membro dell'ILGA (International Lesbian, Gay, Bisexual, Trans and Intersex Association), una federazione internazionale di oltre 1.700 organizzazioni di circa 160 paesi.

### Documentari
- (EN) Fa'afafine: Samoan Boys Raised As Girls, The feed SBS, 16 luglio 2013. URL consultato il 4 marzo 2021.
- (EN) Fa'afafine Documentary, TheCoconetTV, 17 novembre 2017. URL consultato il 4 marzo 2021.
- (EN) Fa'afafine: the widely accepted third gender in Samoa, South China Morning Post, 23 agosto 2019. URL consultato il 4 marzo 2021.